# Geometrie analitică
Geometria analitică (sau geometria carteziană) reprezintă o modalitate de abordare a geometriei cu ajutorul algebrei. Figurile geometrice sunt definite cu ajutorul ecuațiilor sau inecuațiilor, iar rezolvarea problemelor se face pur algebric. Pentru aceasta, planul și spațiul trebuie să fie dotate cu sisteme de coordonate carteziene.

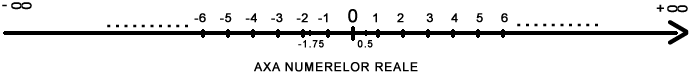
Axa numerelor reale

Geometrie analitică este o ramură a matematicii, a cărui obiect este studiul elementelor geometrice, dar utilizând calculul algebric. Apariția ei are loc în sec. XVII, sub impulsul cercetărilor lui Johannes Kepler în astronomie și ale lui Galileo Galilei în mecanică, aceștia descoperind curbele de gradul doi (elipsa în primul caz și parabola, în cel de al doilea). Aceste figuri geometrice nu mai prezentau doar un inters ca și curbe în sine, ci și ca traiectorii ale mișcării corpurilor, atât planete cât și ghiulele de tun.
Scopul geometriei analitice este de a asocia fiecărei figuri geometrice o ecuație algebrică. În cazul curbelor din plan această ecuație are două necunoscute, iar în cazul suprafețelor din spațiu, ecuația asociată este cu trei necunoscute.

## Istoric
Matematicianului antic grec Menaechmus (Menechmus) (380 î.Hr. - 320 î.Hr.) i se atribuie (de către Platon) descoperirea secțiunilor conice parabola și hiperbola cu ajutorul cărora a rezolvat problema duplicării cubului.
Apollonius din Perga (262 î.Hr. - 190 î.Hr.), în lucrarea sa, De sectione determinata (Διωρις μενη τομη), rezolvă probleme în modalitatea care astăzi ar fi numită geometrie analitică unidimensională. În scrierea Conicele, Apollonius dezvoltă metoda analitică, anticipând astfel scrierile lui René Descartes (1596 - 1650) la o distanță de 18 secole!
Matematicianul persan Omar Khayyám (1048 - 1131) a rezolvat ecuația cubică folosind intersecția dintre parabolă și cerc.
Pasul decisiv a fost realizat de către Descartes, de numele căruia este legată descoperirea și introducerea geometriei analitice. Celebra sa lucrare Discurs despre metodă, conține un capitol intitulat chiar Geometrie.

## Geometrie analitică plană
În cele ce urmează, considerăm planul înzestrat cu un reper {\displaystyle (O,{\vec {i}},{\vec {j}})} , iar x și y sunt coordonatele punctului (abscisa și ordonata).

### Punctul
Punctul poate fi reprezentat printr-un sistem de două ecuații de gradul întâi cu două necunoscute:
{\displaystyle {\begin{cases}x=a\\y=b\end{cases}}}

### Dreapta
Dreapta poate fi reprezentată printr-o ecuație de gradul întâi cu două necunoscute:
{\displaystyle ax+by+c=0\,}.
Ecuația dreptei de pantă m care trece prin punctul A(x0,y0) este
{\displaystyle y-y_{0}=m(x-x_{0}),m\in \mathbb {R} }
Ecuația dreptei care trece prin două puncte diferite A(x0,y0), B(x1,y1) este
{\displaystyle d:{\begin{vmatrix}x&y&1\\x_{0}&y_{0}&1\\x_{1}&y_{1}&1\end{vmatrix}}=0}
și poate fi scrisă sub forma
{\displaystyle {\frac {y-y_{0}}{y_{1}-y_{0}}}={\frac {x-x_{0}}{x_{1}-x_{0}}}},
dacă {\displaystyle y_{1}\neq y_{0},x_{1}\neq x_{0}}.
Fie dreptele d: ax + by + c = 0 și d': a'x + b'y + c' = 0.
- Dacă {\displaystyle {\frac {a}{a^{'}}}\neq {\frac {b}{b^{'}}}}, atunci d și d' sunt concurente; dacă {\displaystyle {\frac {a}{a^{'}}}={\frac {b}{b^{'}}}={\frac {c}{c^{'}}}}, atunci d=d'; dacă {\displaystyle {\frac {a}{a^{'}}}={\frac {b}{b^{'}}}\neq {\frac {c}{c^{'}}}}, atunci {\displaystyle d\|d^{'}}.
- Distanța de la punctul M(x0,y0) la dreapta d: ax + by + c = 0 este {\displaystyle d={\frac {|ax_{0}+by_{0}+c|}{\sqrt {a^{2}+b^{2}}}}}

### Formule
- Distanța dintre punctele {\displaystyle P_{1}(x_{1},y_{1})\,} și {\displaystyle P_{2}(x_{2},y_{2})\,}:

{\displaystyle d={\sqrt {(x_{2}-x_{1})^{2}+(y_{2}-y_{1})^{2}}}}
- Mijlocul segmentului {\displaystyle {\overline {P_{1}P_{2}}}} este dat de:

{\displaystyle M\;{\begin{cases}x={\frac {x_{1}+x_{2}}{2}}\\y={\frac {y_{1}+y_{2}}{2}}\end{cases}}}
- Centrul de greutate al triunghiului cu vârfurile {\displaystyle P_{1}(x_{1},y_{1}),\;P_{2}(x_{2},y_{2}),\;P_{3}(x_{3},y_{3})\,} :

G   {\displaystyle {\begin{cases}x={\frac {x_{1}+x_{2}+x_{3}}{3}}\\y={\frac {y_{1}+y_{2}+y_{3}}{3}}\end{cases}}}
- Suprafața triunghiului {\displaystyle P_{1}P_{2}P_{3}\,} :

{\displaystyle S={\frac {1}{2}}{\begin{vmatrix}1&1&1\\x_{1}&x_{2}&x_{3}\\y_{1}&y_{2}&y_{3}\end{vmatrix}}}

## Geometrie analitică în spațiu

### Punctul
Punctul este reprezentat prin sistemul:
{\displaystyle {\begin{cases}x=a\\y=b\\z=c\end{cases}}}

### Planul
Planul poate fi reprezentat printr-o ecuație de forma:
{\displaystyle ax+by+cz+d=0\,}
Vectorul de poziție cu coordonatele (A, B, C) este perpendicular pe planul Ax+By+Cz+D=0.
Ecuația planului care trece prin punctul (x0,y0,z0) este A(x-x0)+B(y-y0)+C(z-z0)=0.   
Ecuația planului care trece prin 3 puncte necoliniare A(x1, y1, z1), B(x2, y2, z2),C(x3, y3, z3) este {\displaystyle d:{\begin{vmatrix}x&y&z&1\\x_{1}&y_{1}&z_{1}&1\\x_{2}&y_{2}&z_{2}&1\\x_{3}&y_{3}&z_{3}&1\end{vmatrix}}=0}. Condiția de necoliniaritate a trei puncte de coordonate (x1,y1,z1), (x2,y2,z2),(x3,y3,z3) este {\displaystyle d:{\begin{vmatrix}x_{1}&y_{1}&z_{1}\\x_{2}&y_{2}&z_{2}\\x_{3}&y_{3}&z_{3}\end{vmatrix}}\neq 0}.
Două plane p:Ax+By+Cz+D=0 și p'=A'x+B'y+C'z+D'=0 cu {\displaystyle {\frac {A}{A^{'}}}\neq {\frac {B}{B^{'}}}} sau {\displaystyle {\frac {B}{B^{'}}}\neq {\frac {C}{C^{'}}}} sau {\displaystyle {\frac {A}{A^{'}}}\neq {\frac {C}{C^{'}}}} se intersectează după o dreaptă.

### Dreapta
Dreapta în spațiu poate fi considerată ca intersecția a două plane:
{\displaystyle {\begin{cases}{a_{1}}x+{b_{1}}y+{c_{1}}z=0\\{a_{2}}x+{b_{2}}y+{c_{2}}z=0\end{cases}}}
Ecuațiile parametrice ale dreptei determinată de punctul M0(x0,y0,z0) și vectorul director {\displaystyle {\vec {v}}(l,m,n)} sunt :{\displaystyle d:={\begin{cases}x=x_{0}+\lambda \cdot l\\y=y_{0}+\lambda \cdot m\\z=z_{0}+\lambda \cdot n\end{cases}}}, unde {\displaystyle \lambda \in \mathbb {R} }.
Dreapta determinată de punctul  M0(x0,y0,z0) și vectorul director {\displaystyle {\vec {v}}(l,m,n)} poate fi descrisă prin ecuațiile canonice:
{\displaystyle {\frac {x-x_{0}}{l}}={\frac {y-y_{0}}{m}}={\frac {z-z_{0}}{n}}}.
Fie dreptele d1 și d2 date prin ecuațiile canonice {\displaystyle {\frac {x-x_{1}}{l_{1}}}={\frac {y-y_{1}}{m_{1}}}={\frac {z-z_{1}}{n_{1}}}} și, respectiv, {\displaystyle {\frac {x-x_{2}}{l_{2}}}={\frac {y-y_{2}}{m_{2}}}={\frac {z-z_{2}}{n_{2}}}}. Unghiul {\displaystyle \psi } format de dreptele d1 și d2 este dat de formula:
{\displaystyle \cos \psi ={\frac {l_{1}\cdot l_{2}+m_{1}\cdot m_{2}+n_{1}\cdot n_{2}}{{\sqrt {l_{1}^{2}+m_{1}^{2}+n_{1}^{2}}}\cdot {\sqrt {l_{2}^{2}+m_{2}^{2}+n_{2}^{2}}}}}}.

### Formule
- Distanța dintre două puncte {\displaystyle P_{1}(x_{1},y_{1},z_{1}),\;P_{2}(x_{2},y_{2},z_{2})}:

{\displaystyle d={\sqrt {(x_{1}-x_{2})^{2}+(y_{1}-y_{2})^{2}+(z_{1}-z_{2})^{2}}}}
- Mijlocul segmentului {\displaystyle {\overline {{P_{1}}{P_{2}}}}} :

{\displaystyle M\;{\begin{cases}x={\frac {x_{1}+x_{2}}{2}}\\y={\frac {y_{1}+y_{2}}{2}}\\z={\frac {z_{1}+z_{2}}{2}}\end{cases}}}
- Centrul de greutate al triunghiului {\displaystyle P_{1}P_{2}P_{3}\,} are coordonatele:

G   {\displaystyle {\begin{cases}x={\frac {x_{1}+x_{2}+x_{3}}{3}}\\y={\frac {y_{1}+y_{2}+y_{3}}{3}}\\z={\frac {z_{1}+z_{2}+z_{3}}{3}}\end{cases}}}

#### Poziția relativă a unei drepte față de un plan
Fie {\displaystyle d:{\frac {x-x_{0}}{l}}={\frac {y-y_{0}}{m}}={\frac {z-z_{0}}{n}}} și {\displaystyle P:Ax+By+Cz+D=0}.
1) Dacă {\displaystyle Al+Bm+Cn\neq 0,d} intersectează planul într-un punct.
2) Dacă {\displaystyle Al+Bm+Cn=0} și {\displaystyle Ax_{0}+By_{0}+Cz_{0}+D\neq 0} atunci {\displaystyle d\|P}.
3) Dacă {\displaystyle Al+Bm+Cn=0} și {\displaystyle Ax_{0}+By_{0}+Cz_{0}+D=0} atunci {\displaystyle d\subset P}.

#### Unghiul format de o dreaptă cu un plan
Fie dreapta d dată de ecuațiile: {\displaystyle {\frac {x-x_{0}}{l}}={\frac {y-y_{0}}{m}}={\frac {z-z_{0}}{n}}} și planul P dat de ecuația {\displaystyle Ax+By+Cz+D=0}. Fie {\displaystyle \psi } unghiul dintre dreapta d și planul P.
Avem {\displaystyle \sin \psi ={\frac {|Al+Bm+Cn|}{{\sqrt {l^{2}+m^{2}+n^{2}}}\cdot {\sqrt {A^{2}+B^{2}+C^{2}}}}}}.